# Danh sách cuộc viếng thăm Việt Nam của Thủ tướng Nhật Bản

Huy hiệu chính thức của Chính phủ Nhật Bản

Thủ tướng Nhật Bản thăm Việt Nam là các chuyến thăm của các Thủ tướng Nhật Bản đến Việt Nam vào những thời điểm, hoàn cảnh khác nhau và những chuyến đi đó cũng có những mục đích, tác động khác nhau. Tính đến tháng 5 năm 2022, đã có 8 vị thủ tướng Nhật Bản với 11 lần viếng thăm Việt Nam. Ngoài ra, cựu Thủ tướng Nhật Bản Hatoyama Yukio sau khi mãn nhiệm cũng đã có 2 lần thăm Việt Nam lần lượt vào các năm 2014 và 2019.

## Tổng quan
| STT | Lần thăm thứ | Thủ tướng         | Hình ảnh             | Ngày bắt đầu         | Ngày kết thúc        | Điểm đến                      | Ảnh                         | Ghi chú |
| --- | ------------ | ----------------- | -------------------- | -------------------- | -------------------- | ----------------------------- | --------------------------- | --- |
| 1   | 1            | Murayama Tomiichi |                      | 23 tháng 08 năm 1994 | 29 tháng 08 năm 1994 | Hà Nội                        |                             | - Thăm chính thức. - Thủ tướng Nhật Bản đầu tiên thăm Việt Nam kể từ khi thiết lập quan hệ ngoại giao năm 1973. |
| 2   | 2            | Hashimoto Ryūtarō |                      | 10 tháng 01 năm 1997 | 11 tháng 01 năm 1997 | Hà Nội                        |                             | Công du các nước Đông Nam Á.                                                                                    |
| 3   | 3            | Obuchi Keizō      |                      | 15 tháng 12 năm 1998 | 18 tháng 12 năm 1998 | Hà Nội, Thành phố Hồ Chí Minh |                             | Thăm chính thức.                                                                                                |
| 4   | 4            | Koizumi Junichirō |                      | 26 tháng 04 năm 2002 | 28 tháng 04 năm 2002 | Hà Nội                        |                             | Thăm chính thức.                                                                                                |
| 4   | 5            | Koizumi Junichirō | 8 tháng 10 năm 2004  | 9 tháng 10 năm 2004  | Hà Nội               |                               | Tham dự Hội nghị ASEM 5.    | |
| 5   | 7            | Kan Naoto         |                      | 30 tháng 10 năm 2010 | 31 tháng 10 năm 2010 | Hà Nội                        |                             | Tham dự Hội nghị ASEAN 17                                                                                       |
| 6   | 6            | Abe Shinzō        |                      | 12 tháng 11 năm 2006 | 14 tháng 11 năm 2006 | Hà Nội                        |                             | Tham dự Hội nghị APEC 2006                                                                                      |
| 6   | 8            | Abe Shinzō        | 16 tháng 01 năm 2013 | 17 tháng 01 năm 2013 | Hà Nội               |                               | Công du các nước Đông Nam Á | |
| 6   | 9            | Abe Shinzō        | 16 tháng 01 năm 2017 | 17 tháng 01 năm 2017 | Hà Nội               |                               | Công du các nước Đông Nam Á | |
| 6   | 10           | Abe Shinzō        | 10 tháng 11 năm 2017 | 11 tháng 11 năm 2017 | Đà Nẵng              |                               | Tham dự Hội nghị APEC 2017  | |
| 7   | 11           | Suga Yoshihide    |                      | 19 tháng 10 năm 2020 | 19 tháng 10 năm 2020 | Hà Nội                        |                             | Công du các nước Đông Nam Á                                                                                     |
| 8   | 12           | Kishida Fumio     |                      | 30 tháng 4 năm 2022  | 1 tháng 5 năm 2022   | Hà Nội                        |                             | Công du các nước Đông Nam Á                                                                                     |
| 9   | 13           | Ishiba Shigeru    |                      | 27 tháng 4 năm 2025  | 29 tháng 4 năm 2025  | Hà Nội                        |                             | Công du các nước Đông Nam Á                                                                                     |

## Chi tiết

### Murayama Tomiichi
Chuyến thăm:

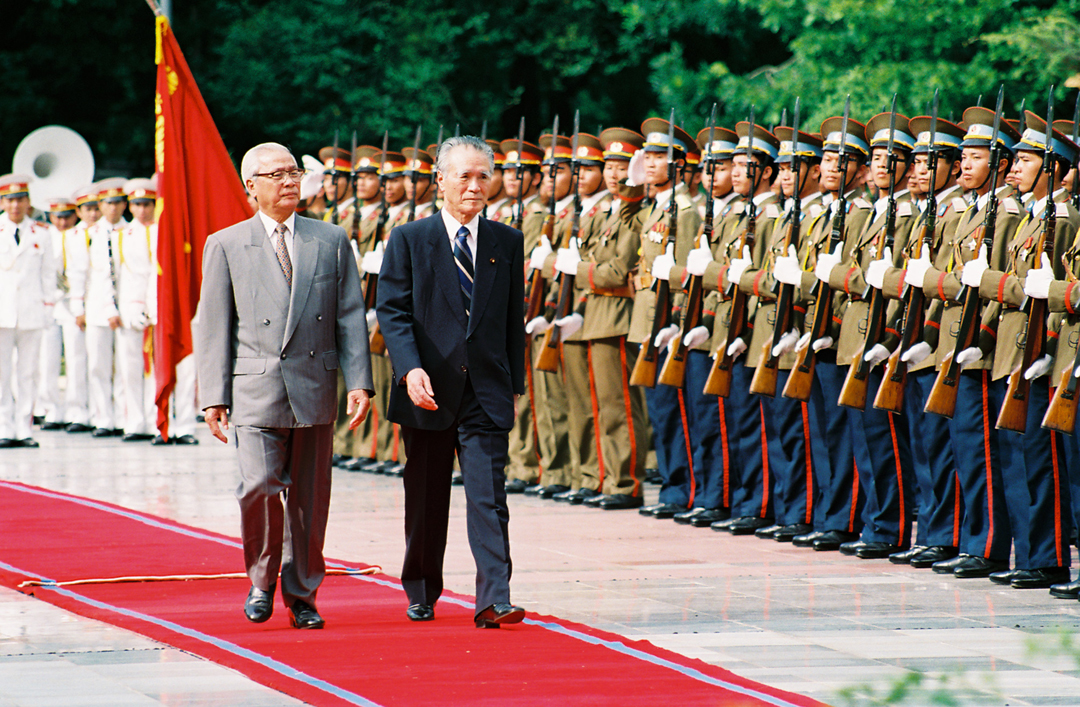
Thủ tướng Võ Văn Kiệt và Thủ tướng Murayama Tomiichi duyệt qua đoàn quân danh dự tại Phủ Chủ tịch, Hà Nội.

Thời gian: Từ ngày 23 đến ngày 29 tháng 4 năm 1995.
Địa điểm: Hà Nội
Murayama Tomiichi trở thành Thủ tướng Nhật Bản đầu tiên sang thăm Việt Nam kể từ khi hai nước thiết lập quan hệ ngoại giao năm 1973.
Trong cuộc hội đàm với Thủ tướng Việt Nam Võ Văn Kiệt, hai bên đã nhất trí thắt chặt mối quan hệ giữa hai nước không chỉ trên lĩnh vực kinh tế mà cả quan hệ chính trị, văn hóa, giao lưu con người, hướng tới một thời kỳ mới trong quan hệ Nhật – Việt, đồng thời cũng đưa ra kế hoạch giúp đỡ cụ thể của phía Nhật Bản đối với Việt Nam.

#### Phát biểu:
Thủ tướng Murayama khâm phục về ý chí và tinh thần thép của người Việt Nam:
“ Qua đó, tôi đã tin tưởng rằng Việt Nam sẽ trở thành một đất nước mạnh mẽ ”
Đóng góp cho quan hệ:
Sau khi kết thúc nhiệm kỳ Thủ tướng Nhật Bản, ông Murayama Tomiichi tiếp tục có những đóng góp sâu sắc cho quan hệ Nhật – Việt thông qua các hoạt động hòa bình, hữu nghị và từ thiện. Năm 2000, ông Murayama thành lập Hội đồng Thúc đẩy Hòa bình Hữu nghị Nhật Bản – Việt Nam (JVPF) và giữ vai trò Chủ tịch với mục tiêu tăng cường giao lưu nhân dân, hỗ trợ các hoạt động xã hội và thúc đẩy hiểu biết lẫn nhau giữa hai nước. Dưới sự lãnh đạo của ông Murayama, JVPF đã triển khai nhiều chương trình ý nghĩa:
- Hỗ trợ nạn nhân chất độc da cam tại tỉnh Thái Bình
- Xây dựng trung tâm bảo trợ xã hội
- Trao học bổng cho học sinh nghèo ở Hà Tây và các tỉnh khác
- Tổ chức biểu diễn nghệ thuật dân tộc Việt Nam tại Nhật Bản với hơn 125.000 người tham dự qua gần 300 buổi biểu diễn.
- Ngoài ra, ông Murayama còn thường xuyên dẫn đầu các đoàn đại biểu JVPF sang thăm Việt Nam, làm việc với các cơ quan như Bộ Ngoại giao, Ban Đối ngoại Trung ương, Ủy ban Nhân dân Thành phố Hồ Chí Minh và các trường học

Ngày 5 tháng 9 năm 2007, ông Murayama được Thủ tướng Nguyễn Tấn Dũng trao tặng Huân chương Hữu nghị – phần thưởng cao quý của Nhà nước Việt Nam dành cho những đóng góp nổi bật trong việc thúc đẩy quan hệ hai nước.

### Hashimoto Ryūtarō
Chuyến thăm:
Thời gian: Từ ngày 10-11 tháng 1 năm 1997
Địa điểm: Hà Nội
Việt Nam là điểm đến thứ 4 trong chuyến thăm 5 nước ASEAN (Brunei, Malaysia, Indonesia, Việt Nam và Singapore) từ ngày 7 đến 14 tháng 1 năm 1997. Trong giai đoạn Việt Nam là thành viên mới được kết nạp vào ASEAN không lâu.
Cuộc hội đàm giữa Thủ tướng Hashimoto và Thủ tướng Việt Nam Võ Văn Kiệt đã đề cập đến chủ đề quan trọng mà cả hai bên đều quan tâm là vấn đề đảm bảo an ninh và sự ổn định chính trị trong khu vực. Một tư tưởng xuyên suốt được quán triệt và nhất trí ở các nguyên thủ Nhật Bản cho dù chức thủ tướng do những người khác nhau đảm nhận, đó là thái độ ủng hộ công cuộc đổi mới của Việt Nam. Sự ủng hộ đó được thể hiện cụ thể qua các khoản viện trợ, cho vay, qua việc mở rộng quan hệ hợp tác kinh tế, văn hoá, giao lưu... Cũng trong chuyến thăm Việt Nam lần này, Thủ tướng Hashimoto đã hội đàm với Tổng Bí thư Đỗ Mười. Ý kiến của Tổng Bí thư Đỗ Mười về "xúc tiến quan hệ hữu nghị giữa Đảng Cộng sản Việt Nam và Đảng Dân chủ Tự do Nhật Bản" đã được Thủ tướng Hashimoto đánh giá cao.
Phát biểu:
Phát biểu trong buổi trả lời báo chí với Thủ tướng Võ Văn Kiệt:
“ Việt Nam là một đối tác quan trọng trong khu vực Đông Nam Á, và chúng tôi tin tưởng vào vai trò tích cực của Việt Nam trong việc duy trì ổn định và phát triển khu vực. ”
Đóng góp cho quan hệ:
Kết thúc chuyến thăm Việt Nam, ông Hashimoto đến Singapore và cũng tại đây, ông công bố Học thuyết Hashimoto. Nội dung của học thuyết khẳng định và định hình lại chính sách đối ngoại của Nhật Bản với Đông Nam Á, tạo nền tảng cho sự phát triển mạnh mẽ trong quan hệ Việt Nam - Nhật Bản và góp phần đưa Việt Nam trở thành một đối tác chiến lược quan trọng của Nhật Bản trong khu vực.

### Obuchi Keizō
Chuyến thăm:

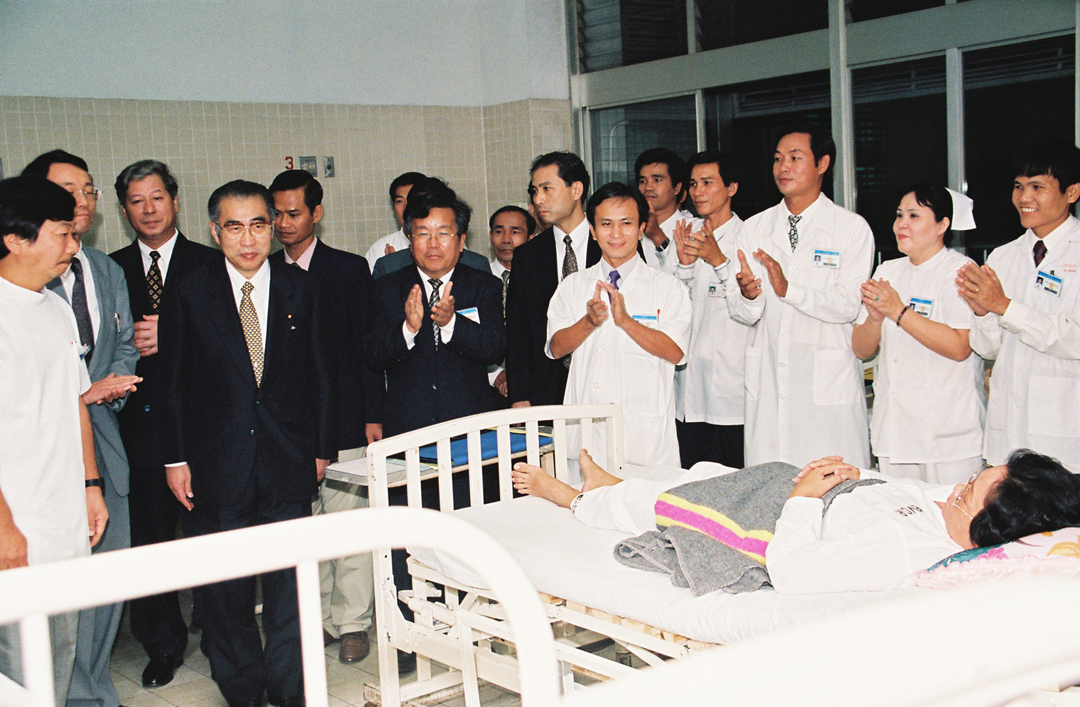
Thủ tướng Obuchi Keizō thăm Bệnh viện Chợ Rẫy, Thành phố Hồ Chí Minh.

Thời gian: Từ ngày 15 đến ngày 18 tháng 12 năm 1998
Địa điểm: Hà Nội và Thành phố Hồ Chí Minh
Thủ tướng Nhật Bản Obuchi Keizō thăm chính thức Việt Nam vào tháng 12 năm 1998. Đây là chuyến thăm nhân kỷ niệm 25 năm thiết lập quan hệ ngoại giao Việt Nam - Nhật Bản và là chuyến thăm nước ngoài đầu tiên sau cuộc khủng hoảng tài chính châu Á năm 1997.
Được đánh giá là một vị Thủ tướng có nhiều thiện cảm với Việt Nam. Chính sách đổi mới của Việt Nam vẫn tiếp tục là chủ đề quan trọng và được sự quan tâm ủng hộ của phía Nhật Bản.
Phát biểu:
Cảm nhận của thủ tướng Obuchi khi đến Việt Nam:
“ Chuyến thăm này đã gây cho tôi những ấn tượng sâu sắc về sự phát triển của Việt Nam trong chính sách đổi mới. Với tư cách đã từng là Chủ tịch Liên minh nghị sĩ Nhật Bản- Việt Nam, Chủ tịch Hội Giao lưu Văn hoá Nhật Bản - Việt Nam, những năm qua tôi đã hết sức nỗ lực để thúc đẩy quan hệ Nhật Bản - Việt Nam ”
Thành tựu:
- Chính phủ Nhật Bản đã tăng tổng kim ngạch viện trợ cho Việt Nam trong năm tài chính 1998 lên 102,3 tỷ yên.
- Đồng ý việc Việt Nam tham gia Quỹ Nhật Bản trị giá 30 tỷ USD hỗ trợ các nước trong khu vực khắc phục khủng hoảng tài chính xảy ra năm 1997.

Đóng góp cho quan hệ:
- Ông là Chủ tịch Liên minh nghị sĩ Nhật Bản-Việt Nam và Chủ tịch Hội Giao lưu Văn hoá Nhật Bản-Việt Nam.
- Ông được truy tặng Huân chương Hữu nghị sau sự ra đi đột ngột năm 2000.[6]
- Ông Obuchi có một bức ảnh chân dung được chụp tại Nhà khách Chính phủ và hiện được treo tại nhà ông ở Gunma.[7]

### Koizumi Junichirō

#### Lần thứ nhất
Chuyến thăm:

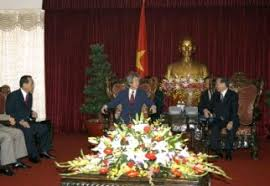
Thủ tướng Nhật Bản Koizumi Junichirō hội đàm với Thủ tướng Chính phủ Phan Văn Khải, 28 tháng 4 năm 2004

Thủ tướng Nhật Bản Koizumi Junichiro đã đến Hà Nội để bắt đầu cuộc viếng thăm Việt Nam. Hà Nội là chặng dừng chân đầu tiên của ông trong vòng công du 4 nước Việt Nam, Đông Timor, Úc và New Zealand. Chuyến thăm của Thủ tướng Koizumi Junichirō là chuyến thăm Việt Nam lần đầu trong thế kỷ XXI của một vị Thủ tướng Nhật Bản, mở ra một giai đoạn phát triển mới trong quan hệ hữu nghị và hợp tác giữa hai nước, thể hiện quyết tâm của Chính phủ Nhật Bản trong việc phát triển hơn nữa quan hệ hợp tác với Việt Nam.
Sáng 28 tháng 04, tại Phủ Chủ tịch, Chủ tịch nước Trần Đức Lương đã tiếp Thủ tướng Koizumi Junichirō. Chủ tịch nước Trần Đức Lương hoan nghênh Thủ tướng Nhật Bản Koizumi Junichirō thăm chính thức Việt Nam, coi đây là mốc phát triển mới trong quan hệ hữu nghị và hợp tác nhiều mặt giữa hai nước. Trong thời gian ở thăm Việt Nam từ ngày 27 đến 28 tháng 04, Thủ tướng Nhật Bản Koizumi Junichirō đã hội đàm với Thủ tướng Việt Nam Phan Văn Khải, đến chào Tổng Bí thư Nông Đức Mạnh.
Vấn đề Thủ tướng Koizumi quan tâm nhất tại Việt Nam là thỏa hiệp bảo vệ đầu tư Nhật Bản, mà theo nguồn tin ngoại giao thì bản dự thảo đã hình thành từ vài tháng trước, nhưng thỏa hiệp chung cuộc vẫn chưa đạt được giữa hai phía Việt Nam và Nhật Bản. Các công ty của Nhật Bản được hưởng quy chế tối huệ quốc do một bản Ghi nhớ Tương thuận Hà Nội và Tokyo ký kết vài năm trước, nhưng vẫn chưa được bảo đảm bời văn kiện pháp lý nào.
Chiều 28 tháng 04, Thủ tướng Nhật Bản Koizumi Junichirō cùng các thành viên trong Đoàn ngoại giao đã rời Hà Nội, kết thúc tốt đẹp chuyến thăm chính thức Việt Nam.
Ghé thăm:
Thủ tướng Koizumi Junichirō cùng các thành viên trong Đoàn đã đến đặt vòng hoa và vào viếng Lăng Chủ tịch Hồ Chí Minh. Vòng hoa của Đoàn mang dòng chữ: "Kính viếng Chủ tịch Hồ Chí Minh".

#### Lần thứ hai
Tháng 10 năm 2005, Hội nghị thượng đỉnh Á - Âu lần thứ 5 (ASEM 5) đã được tổ chức tại Hà Nội, Thủ tướng Nhật Bản Koizumi Junichirō đã đến Việt Nam để tham dự hội nghị này.

### Kan Naoto
Chuyến thăm:
Nhận lời mời của Thủ tướng Việt Nam Nguyễn Tấn Dũng, Thủ tướng Nhật Bản Kan Naoto đã thăm chính thức Việt Nam từ ngày 30 đến 31 tháng 10 năm 2010. Đây là chuyến thăm nước ngoài đầu tiên của ông Kan Naoto trên cương vị Thủ tướng Nhật Bản.
Thủ tướng Chính phủ Nguyễn Tấn Dũng và Thủ tướng Nhật Bản Kan Naoto đã tiến hành cuộc hội đàm quan trọng. Hai bên nhất trí tổ chức phiên họp lần thứ tư của Ủy ban Hợp tác Việt Nam - Nhật Bản tại Việt Nam trong năm 2011 và tiến hành cuộc họp đầu tiên của Đối thoại Đối tác Chiến lược Việt Nam - Nhật Bản về các lĩnh vực chính trị, ngoại giao, quốc phòng và an ninh vào tháng 12 năm 2010.
Sau hội đàm, Thủ tướng Nguyễn Tấn Dũng và Thủ tướng Naoto Kan đã ký Tuyên bố chung về phát triển toàn diện quan hệ Đối tác Chiến lược Việt Nam - Nhật Bản vì hòa bình và phồn vinh ở châu Á.
Trong khuôn khổ chuyến thăm Việt Nam và tham dự Hội nghị Cấp cao ASEAN 17, Thủ tướng Kan Naoto đã hội kiến với Tổng Bí thư Nông Đức Mạnh và Chủ tịch nước Nguyễn Minh Triết.
Hoạt động khác:
Trước đó, ngày 29 tháng 10, tại Hà Nội, Thủ tướng Nhật Bản Kan Naoto cũng đã tham dự các Hội nghị quan trọng trong khuôn khổ Hội nghị Cấp cao ASEAN 17 và các Hội nghị liên quan như: Hội nghị Cấp cao Mekong - Nhật Bản lần thứ 2, Hội nghị Cấp cao ASEAN – Nhật Bản lần thứ 13.

### Abe Shinzō

#### Lần thứ nhất

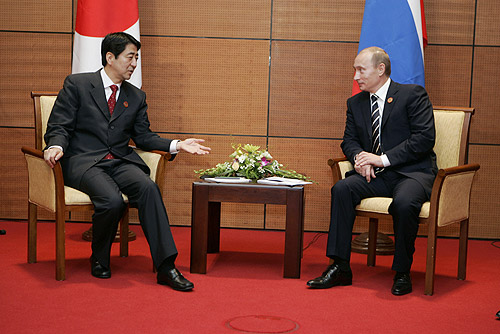
Thủ tướng Nhật Bản Abe Shinzō hội đàm với tổng thống Nga Vladimir Putin tại Hà Nội trong thời gian tham dự hội nghị APEC

Tháng 11 năm 2006, Hội nghị Cấp cao APEC lần thứ 14 được tổ chức từ ngày 12 đến 14 tháng 11 năm 2006 tại Hà Nội, Việt Nam. Thủ tướng Nhật Bản Abe Shinzō đã đến Việt Nam tham dự hội nghị này.

#### Lần thứ hai
Nhận lời mời của Thủ tướng Việt Nam Nguyễn Tấn Dũng và phu nhân, Thủ tướng Nhật Bản Abe Shinzō và phu nhân đến thăm chính thức Việt Nam trong hai ngày 16 và 17 tháng 1 năm 2013.
Đây là chuyến công du nước ngoài đầu tiên của ông Abe sau khi được bầu làm Thủ tướng Nhật Bản và là chuyến thăm Việt Nam lần thứ hai trên cương vị Thủ tướng Nhật Bản.

#### Lần thứ ba
Đúng 13 giờ 10, 16 tháng 1 năm 2017, Thủ tướng Nhật Bản Abe Shinzō cùng phu nhân đã đặt chân xuống Sân bay quốc tế Nội Bài, bắt đầu chuyến thăm chính thức Việt Nam. Chiều 16 tháng 01, lễ đón Thủ tướng Nhật Bản Abe Shinzō và Phu nhân đã diễn ra trọng thể tại Phủ Chủ tịch do Thủ tướng Việt Nam Nguyễn Xuân Phúc chủ trì. Chuyến thăm Việt Nam của Thủ tướng Abe thể hiện sự coi trọng quan hệ Đối tác chiến lược sâu rộng của hai nước, khẳng định Việt Nam coi Nhật Bản là đối tác quan trọng và lâu dài.
Ngay sau Lễ đón chính thức, tại trụ sở Chính phủ, Thủ tướng Chính phủ Nguyễn Xuân Phúc đã hội đàm với Thủ tướng Nhật Bản Abe Shinzō. Thủ tướng Nguyễn Xuân Phúc đề nghị Nhật Bản tiếp tục cung cấp ODA cho Việt Nam trong thời gian tới, tập trung vào các dự án xây dựng cơ sở hạ tầng quy mô lớn trọng điểm quốc gia, đào tạo nguồn nhân lực và ứng phó với biến đổi khí hậu,... Thủ tướng Abe tiếp tục hỗ trợ Việt Nam phát triển kinh tế - xã hội thông qua nguồn vốn ODA cũng như thúc đẩy hợp tác các dự án cơ sở hạ tầng chất lượng cao, cam kết cung cấp thêm khoản ODA vốn vay trong năm tài khóa 2016 cho Việt Nam trị giá khoảng 123 tỷ Yên (tương đương 1,05 tỷ USD).
Thủ tướng Nguyễn Xuân Phúc và Thủ tướng Abe Shinzō đã chứng kiến lễ trao đổi văn kiện ký kết giữa các bộ, ngành và doanh nghiệp hai nước gồm, như: Công hàm trao đổi ODA vốn vay cho Chương trình hỗ trợ ứng phó với biến đổi khí hậu chu kỳ 7 (trị giá 10 tỷ Yên); Công hàm trao đổi cho Dự án viện trợ không hoàn lại cho Chương trình phát triển kinh tế - xã hội cung cấp trang thiết bị tăng cường năng lực bảo đảm an ninh đường thủy (trị giá 300 triệu yên)... Thủ tướng Nguyễn Xuân Phúc và Thủ tướng Abe Shinzō cũng có cuộc họp báo chung, thông báo kết quả hội đàm giữa hai nước. Hai bên đã đạt nhất trí cao về những phương hướng lớn và các biện pháp cụ thể nhằm đưa quan hệ đối tác chiến lược sâu rộng Việt Nam - Nhật Bản phát triển toàn diện, thực chất và hiệu quả hơn nữa trong thời gian tới.
Chiều 16 tháng 01, Thủ tướng Abe Shinzō đã tới chào xã giao Chủ tịch nước Trần Đại Quang. Chủ tịch nước Trần Đại Quang khẳng định, Việt Nam rất coi trọng quan hệ hợp tác toàn diện với Nhật Bản, coi đây là một trong những ưu tiên hàng đầu trong chính sách đối ngoại của Việt Nam.
Hội kiến với Chủ tịch Quốc hội Nguyễn Thị Kim Ngân, Thủ tướng Nhật Bản Abe Shinzo nhấn mạnh, Nhật Bản sẽ đóng góp nhiều hơn nữa vào sự phát triển kinh tế xã hội của Việt Nam. Đặc biệt là xây dựng cơ sở hạ tầng, trong đó có dự án hạn chế xâm nhập mặn ở Đồng bằng sông Cửu Long.
Chiều 16 tháng 01, tại Trụ sở Trung ương Đảng, Tổng Bí thư Nguyễn Phú Trọng đã tiếp thân mật Thủ tướng Abe Shinzō. Tổng Bí thư khẳng định các chuyến thăm của lãnh đạo Nhật Bản đến Việt Nam sẽ là những mốc son mới làm sâu đậm hơn quan hệ giữa hai nước và tình cảm hữu nghị giữa nhân dân hai nước Việt Nam - Nhật Bản.
Trong khuôn khổ chuyến thăm chính thức Việt Nam, tối 16 tháng 1, Thủ tướng Nhật Bản Abe Shinzo đã có buổi họp báo trả lời các vấn đề liên quan đến quan hệ giữa Nhật Bản và Việt Nam. Phát biểu tại cuộc họp báo, Thủ tướng Abe Shinzō cho biết căn cứ vào buổi làm việc với Chính phủ Việt Nam và nguyện vọng của phía Việt Nam, Nhật Bản đã quyết định cung cấp cho Việt Nam các tàu tuần tra mới.
Sáng 17 tháng 1, Thủ tướng Nhật Bản Abe Shinzō cùng Thủ tướng Nguyễn Xuân Phúc đồng chủ trì tọa đàm "Doanh nghiệp Việt Nam-Nhật Bản". Thủ tướng Nguyễn Xuân Phúc bày tỏ hy vọng Nhật Bản sẽ trở thành nhà đầu tư lớn nhất vào Việt Nam chứ không phải bất kỳ quốc gia nào khác. Thủ tướng Abe Shinzō bày tỏ mong muốn Thủ tướng Nguyễn Xuân Phúc và Chính phủ Việt Nam tiếp tục hỗ trợ tích cực cho các doanh nghiệp Nhật Bản.
Tại cuộc gặp gỡ với Ủy viên Bộ Chính trị, Bí thư Trung ương Đảng, Trưởng ban Tổ chức Trung ương, Chủ tịch nhóm Nghị sĩ Hữu nghị Việt – Nhật Phạm Minh Chính tại Hà Nội. Thủ tướng Abe Shinzō nói: "Nhật Bản sẵn sàng hỗ trợ đào tạo cán bộ cho Việt Nam và coi đây là yếu tố then chốt thúc đẩy quan hệ song phương".
Sáng 17 tháng 1 tại Hà Nội, Thủ tướng Nhật Bản Abe Shinzō có cuộc gặp Giám đốc Đại học Quốc gia Hà Nội và một số cán bộ, sinh viên của Trường Đại học Việt - Nhật.
Chiều 17 tháng 1, Thủ tướng Nhật Bản Abe Shinzō và Phu nhân kết thúc tốt đẹp chuyến thăm chính thức Việt Nam.
Hoạt động khác:
Phu nhân Thủ tướng Nhật Bản Abe Shinzō, bà Abe Akie, đã đến thăm trẻ em tại Làng trẻ Hòa Bình ở phố Lê Văn Thiêm, với lời hứa sẽ quảng bá về Làng và các sản phẩm do trẻ khuyết tật ở đây làm ra để đông đảo người Nhật biết tới, ủng hộ.